# Brück (Mark)
Brück, ibland även kallad Brück (Mark), är en småstad i östra Tyskland, belägen i Landkreis Potsdam-Mittelmark i förbundslandet Brandenburg, omkring 50 kilometer sydväst om Berlin.  Staden är administrativt säte för kommunalförbundet Amt Brück, där även grannkommunerna Borkheide, Borkwalde, Golzow, Linthe och Planebruch ingår.

## Geografi
Staden Brück ligger mellan de större grannstäderna Beelitz och Bad Belzig, i gränsområdet mellan högplatåerna Fläming och Zauche. Staden är uppbyggd omkring en väg och har en smal och långsträckt stadsbild. Stadsdelarna Gömnigk och Trebitz ligger vid floden Plane.

### Administrativ indelning
Förutom staden Brück utgör byarna Baitz och Neuendorf administrativa kommundelar  i kommunen.

## Kända personer från Brück
- Gregor Brück (1485-1557), kansler i Kurfurstendömet Sachsen.
- Franz Griesbach (1892-1984), lärare och generalmajor i Wehrmacht.
- Simon Heins (1483-1523), katolsk teolog, bror till Gregor Brück.

## Vänorter
- Tarnów Opolski i Powiat opolski, Opole vojvodskap, Polen.